# Хикару Сулу
Хикару Сулу (англ. Hikaru Sulu) — один из главных героев научно-фантастического телевизионного сериала «Звёздный путь: Оригинальный сериал». Также появляется в мультипликационном сериале «Звёздный путь: Анимационные серии», первых шести фильмах,  фильме 2009 года, одном из эпизодов сериала «Звёздный путь: Вояджер» и различных книгах, комиксах, видеоиграх.
В его честь назван кратер Сулу на Хароне.

## Биография
Хикару Сулу родился в Сан-Франциско в 2237 году. В 2248 году семья Сулу переехала в Ишкаву на планете Ганжуцу на границе с Клингонской Империей. Неожиданное нападение Клингонов, в результате которого погибла подруга Сулу, оставило глубокий след в его душе.
Сулу поступил в Академию Звездного флота в 2255, где увлекся фехтованием и трижды становился чемпионом. В академии он стал специалистом по ботанике, закончив её в 2259. В том же году он поступил в Командную школу.
В 2265 году лейтенант Сулу был назначен на звездолет Энтерпрайз главой астрономической секции. В 2266 году Сулу был назначен офицером мостика в качестве рулевого, а также исполнял обязанности офицера по тактике.
В 2266 году Сулу, вместе с остальными членами команды Энтерпрайза, попал под воздействие вируса Пси 2000 и представлял себя Д’Артаньяном, при этом фехтуя и тем самым подвергая команду опасности. В том же году Сулу совершал путешествие в прошлое Земли из-за случайного столкновения Энтерпрайза с чёрной дырой. Корабль засекли ВВС США и попытались атаковать (что естественно было безрезультатно). Капитан Кирк и Сулу спускались на поверхность, чтобы изъять фотографии Энтерпрайза.
В 2267 году Сулу, как и остальные члены команды, подвергся действию спор на планете Омикрон Сети III. Как и остальная часть команды, Сулу хотел покинуть Звездный Флот и остаться жить на планете, но был вылечен и вернулся к своим обязанностям. В том же году Сулу был ранен из-за взрыва консоли, вызванного техническими неполадками.
Когда молодой энсин Чехов был назначен на Энтерпрайз в 2267 году, Сулу принял обязанности офицера по тактике. Между Чеховым и Сулу завязалась крепкая дружба.